# Cơ chế truyền động tiền tệ
Cơ chế truyền động tiền tệ là quá trình định giá tài sản và điều kiện kinh tế nói chung bị ảnh hưởng bởi quyết định chính sách tiền tệ. Những quyết định đó dự tính sẽ tác động đến tổng cầu, lãi suất, lượng tiền và tín dụng để điều chỉnh thành tựu kinh tế toàn diện. Cơ chế truyền động tiền tệ kiểu truyền thống sinh ra qua kênh lãi suất, là những kênh ảnh hưởng đến lãi suất, chi phí đi vay, mức độ đầu tư hiện vật và tổng cầu. Ngoài ra, tổng cầu cũng bị ma sát trong thị trường tín dụng, còn gọi là chế độ xem tín dụng. Tóm lại, cơ chế truyền động tiền tệ có thể được hiểu là mối liên hệ giữa chính sách tiền tệ và tổng cầu.

## Kênh lãi suất truyền thống
Kênh lãi suất truyền thống có chính sách tiền tệ tác động đến lãi suất thực (nhiều hơn là lãi suất danh nghĩa). Lãi suất thực tế ảnh hưởng đến việc đầu tư, chi tiêu vào nhà cửa, chi tiêu tiêu dùng và tổng cầu. Chính sách tiền tệ truyền thống thoải mái sẽ làm giảm lãi suất thực, làm giá thuê hạ thấp, dẫn đến chi tiêu đầu tư và tổng cầu tăng nhiều hơn.

## Chế độ xem tín dụng
Ngoài những kênh tập trung vào hiệu quả thay đổi lãi suất như các kênh truyền thống, còn có các phương pháp bổ sung cho phép chính sách tiền tệ đạt kết quả kinh tế mong muốn cũng như đạt những thay đổi trong tổng cầu. Chế độ xem tín dụng cho thấy xung đột tại chính trong thị trường tín dụng có thể tạo nên những kênh phụ nhằm thay đổi tổng cầu. Những kênh này hoạt động dựa trên sức ảnh hưởng của việc cho vay ngân hàng và của bảng cân đối kế toán trong công ty hoặc hộ gia đình nhất định.
- Kênh cho vay ngân hàng

Chính sách tiền tệ ảnh hưởng đến tiền gửi ngân hàng, dẫn đến những thay đổi trong khoản vay và đầu tư vào nhà ở.
- Kênh bảng cân đối kế toán

Chính sách tiền tệ ảnh hưởng đến thị giá cổ phần, dẫn đến rủi ro đạo đức và lựa chọn bất lợi, dẫn đến thay đổi hoạt động vay mượn và đầu tư.
- Kênh dòng tiền

Chính sách tiền tệ làm thay đổi lãi suất danh nghĩa và dòng tiền, tạo ra rủi ro đạo đức, lựa chọn bất lợi, thay đổi cả hoạt động vay mượn và đầu tư.
- Kênh mức giá không dự kiến

Chính sách tiền tệ có thể tạo ra những thay đổi bất ngờ về mức giá, dẫn đến rủi ro đạo đức, lựa chọn bất lợi và làm thay đổi hoạt động vay mượn cũng như đầu tư.
- Hiệu ứng thanh khoản hộ gia đình

Chính sách tiền tệ ảnh hưởng đến thị giá cổ phần, dẫn đến thay đổi về sức khỏe tài chính và xác suất khủng hoảng tài chính, ảnh hướng đến chi tiêu nhà cửa và chi tiêu tiêu dùng.

## Các hiệu ứng định giá tài sản khác
Ngoài những hiệu ứng định giá tài sản có các kênh riêng tuân theo chính sách tiền tệ để tác động đến tổng cầu, còn có:
- Ảnh hưởng tỷ giá đối hoái đến xuất khẩu ròng

Chính sách tiền tệ ảnh hưởng đến lãi suất thực và tỷ giá hối đoái, dẫn đến thay đổi trong xuất khẩu ròng.
- Hệ số q của Tobin

Chính sách tiền tệ ảnh hướng đến thị giá cổ phiếu, dẫn đến thay đổi trong hệ số q của Tobin (giá thị trường mà các công ty chia cho chi phí thay thế vốn) và việc đầu tư.
- Hiệu ứng giàu có

Chính sách tiền tệ ảnh hưởng đến thị giá cổ phần, tài chính và tiêu dùng (người tiêu dùng chi tiêu vào sản phẩm hay dịch vụ không bền vững).